# Elle Macpherson

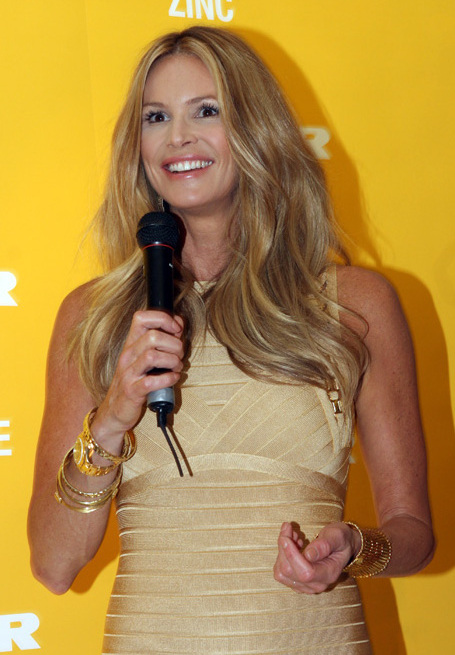
Elle Macpherson (2011)

Elle Macpherson (* 29. März 1964 in Killara, New South Wales; eigentlich Eleanor Nancy Gow) ist ein australisches Fotomodell und Schauspielerin. Sie ist auch unter dem Spitznamen The Body bekannt. Von 2010 bis 2013 führte sie als Gastgeberin durch Britain’s Next Top Model.

## Leben
Nach vierzehn Jahren Ehe trennten sich Macphersons Eltern, und ihre Mutter heiratete kurze Zeit später Neil Macpherson. Sie änderte ihren früheren Nachnamen Gow für ihren Stiefvater in Macpherson. In ihrer Kindheit verbrachte Macpherson viel Zeit mit Ballett. Mit achtzehn Jahren begann sie ein Jura-Studium an der Universität von Sydney. Sie brach das Studium nach einem Jahr ab, als sie während des Urlaubs in Aspen (Colorado) von einer Modelagentur entdeckt wurde.
Der Durchbruch als Model gelang Macpherson 1982 in der Frauenzeitschrift Elle. Dort war sie in den folgenden sechs Jahren immer wieder auf dem Titelbild zu sehen. 1985 heiratete Macpherson den französischen Fotografen Gilles Bensimon. Die Ehe hielt bis 1989. 1986 erlangte sie größere Bekanntheit durch die Fotos in dem US-Fachmagazin Sports Illustrated. Im selben Jahr erschien im TIME-Magazine eine Kurzbiografie mit dem Titel The Big Elle. In diesem Artikel wurde sie von TIME zu „The Body“ (Der Körper) erklärt.

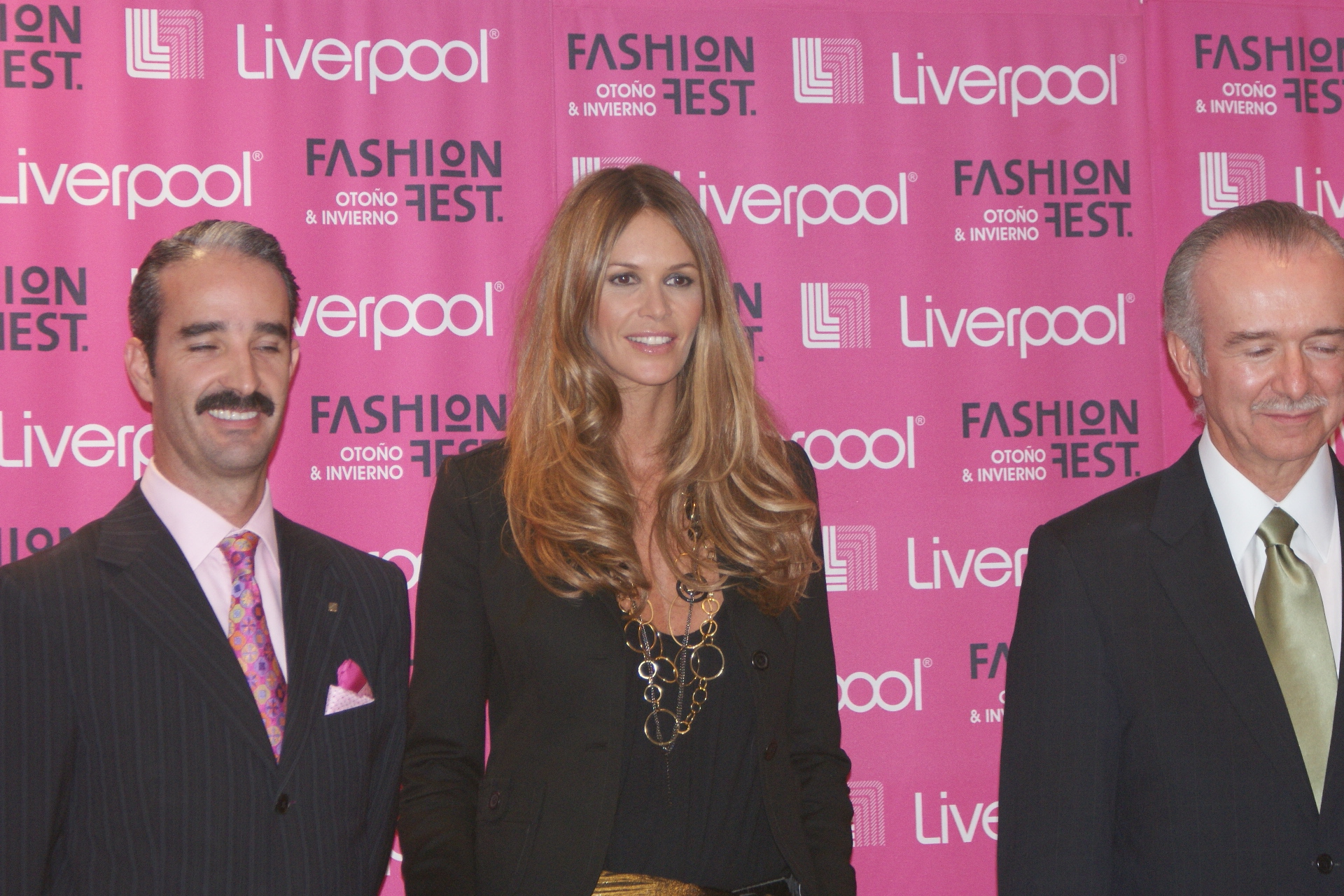
Elle Macpherson bei einer Fashion Show (2008)

1994 war sie an der Seite von Topmodels wie Kathy Ireland und Rachel Hunter auf dem Cover der Sports Illustrated Swimsuit Edition zu sehen. Im selben Jahr zog sie sich für die Mai-Ausgabe des Männermagazins Playboy aus. 1995 wählte sie das People Magazine unter die 50 schönsten Menschen (50 Most Beautiful People). 1996 gründete sie gemeinsam mit vier weiteren Topmodels (Cindy Crawford, Naomi Campbell, Christy Turlington und Claudia Schiffer) das Fashion Café in New York City.
1994 gab sie im Film Verführung der Sirenen an der Seite von Hugh Grant und Tara Fitzgerald ihr Filmdebüt. Für die Rolle musste sie 10 Kilogramm zunehmen. 1996 spielte sie in dem Liebesfilm Jane Eyre des italienischen Regisseurs Franco Zeffirelli mit. Es folgen kleinere Rollen in den Filmen Wenn Lucy springt (1996), Liebe hat zwei Gesichter (1996) und dem Actionfilm Batman & Robin (1997) an der Seite von Hollywood-Stars wie Arnold Schwarzenegger, George Clooney und Uma Thurman. 1997 hatte sie in dem Filmdrama Auf Messers Schneide ihre erste große Rolle.
1999 trat Macpherson in fünf Folgen der US-amerikanischen Sitcom Friends auf. In der Serie war sie Joeys Mitbewohnerin Janine Lecroix.
Sie war mit dem franco-schweizerische Bankier Arpad Busson von 1996 bis 2005 in einer Beziehung. 1998 kam ihr erster Sohn in New York zur Welt, ihr zweiter Sohn wurde 2003 geboren.
Im Juli 2013 heiratete sie Jeffrey Soffer, den Sohn des US-Milliardärs Donald Soffer. 2017 trennte sie sich von Soffer. Von 2017 bis 2019 war sie mit dem in Großbritannien mit einem Berufsverbot belegten britischen Arzt Andrew Wakefield zusammen.
In ihrem Heimatland Australien ist Macpherson sehr prominent. 1999 war sie der erste australische Star, der auf einer Briefmarke abgebildet wurde.
Macpherson tritt in der Öffentlichkeit für eine gesunde Ernährung ein. Eine Einladung zum Wiener Opernball sagte sie im Jahr 2019 zunächst ab, nachdem die dort vorgeschlagene Speisekarte nicht den Anforderungen einer veganen Ernährung entsprach.
2023 war Macpherson erstmals Gastjurorin bei Germany’s Next Topmodel.

## Filmografie
Film
- 1990: Alice

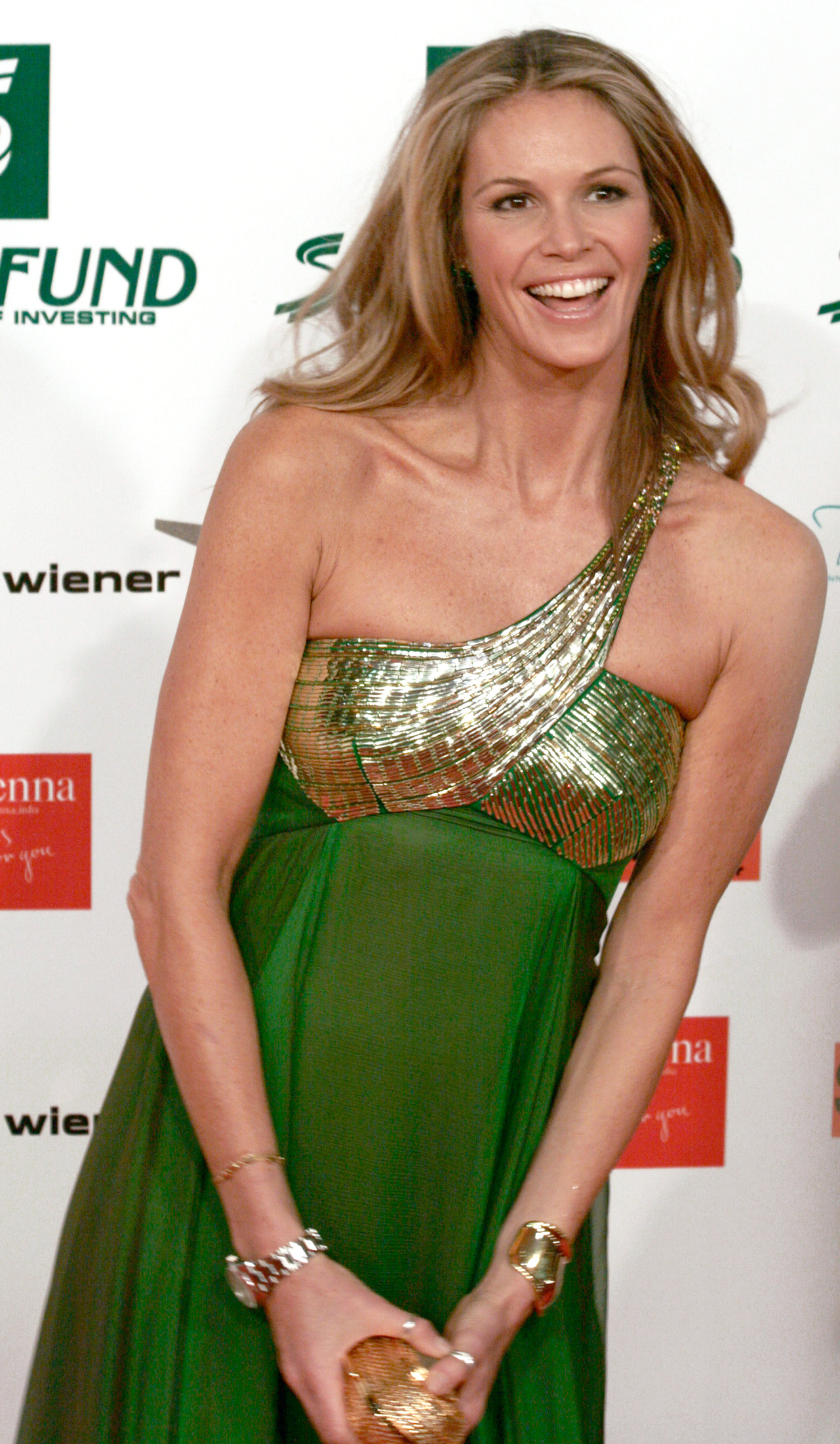
Macpherson bei den Women’s World Awards in Wien (2009)

- 1994: Verführung der Sirenen (Sirens)
- 1996: Wenn Lucy springt (If Lucy Fell)
- 1996: Jane Eyre
- 1996: Liebe hat zwei Gesichter (The Mirror Has Two Faces)
- 1997: Batman & Robin
- 1997: Auf Messers Schneide – Rivalen am Abgrund (The Edge)
- 1998: Coole Typen – Freunde wie diese (With Friends Like These …)
- 2001: Girls in the City (A Girl Thing, Fernsehfilm)
- 2001: South Kensington

Fernsehen
- 1996: Saturday Night Live (zwei Folgen)
- 1999–2000: Friends (fünf Folgen)
- 2008: America’s Next Top Model (eine Folge)
- 2009: The Beautiful Life: TBL (Hauptrolle, abgesetzt nach vier Folgen)
- seit 2010: Britain’s Next Top Model
- 2012–2013: Fashion Star
- 2023: Germany’s Next Topmodel (Gastjurorin, Halbfinale)

## Zitate
- Zum Modeln: „I’m too old for that.“ (1999; dt.: Ich bin zu alt dafür.)